# Ole Andreas Lindeman

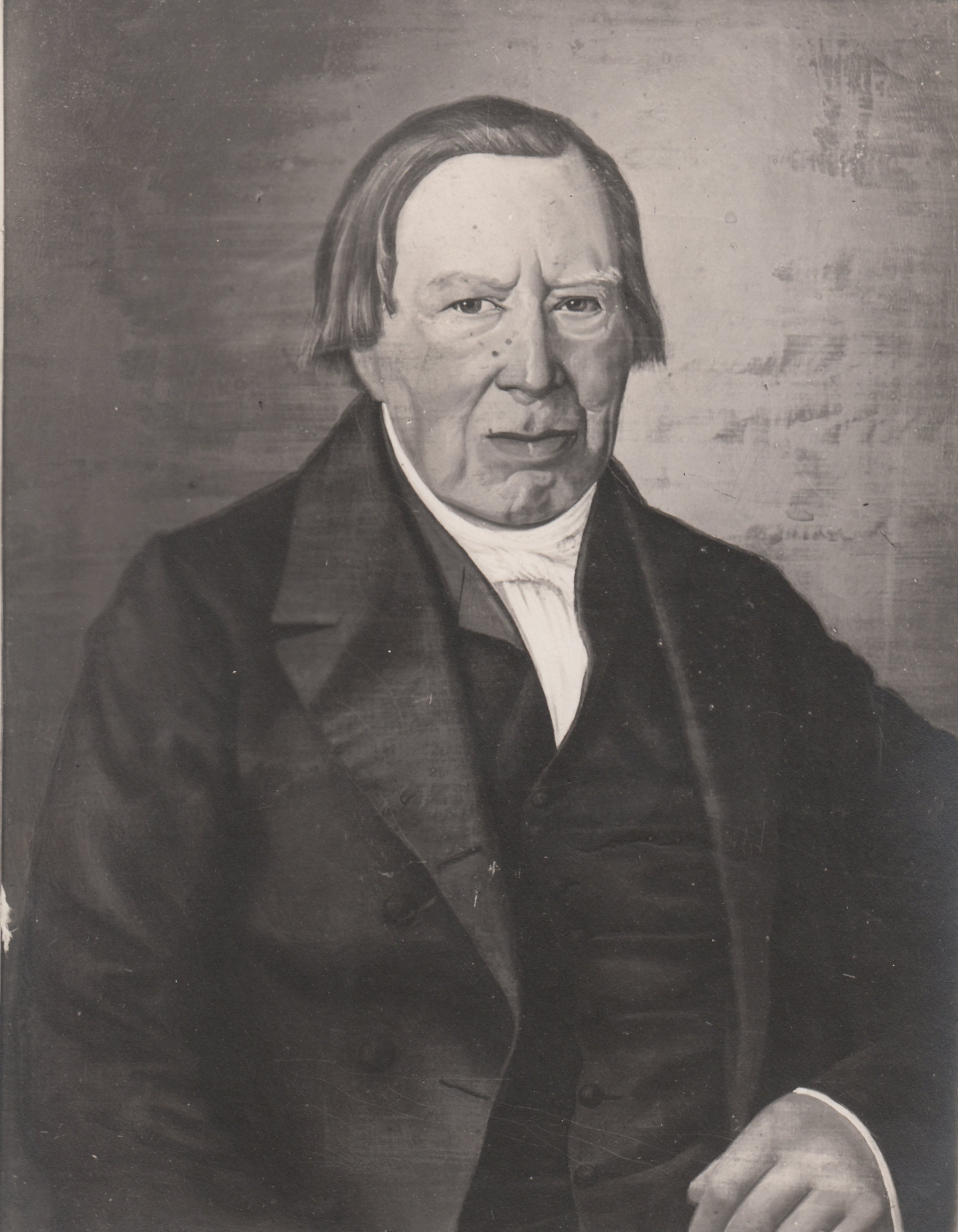
Ole Andreas Lindeman

Ole Andreas Lindeman (* 17. Januar 1769 in Surnadal, Norwegen; † 26. Februar 1857 in Trondhjem, heute Trondheim, Norwegen) war ein norwegischer Komponist und Organist.

## Leben
Bereits als 18-jähriger Schüler vertrat er den Organisten der Frauenkirche (Vår Frue kirke) in Trondheim. 1789 zog er nach Kopenhagen, um Recht zu studieren. Hier lernte er u. a. Johann Abraham Peter Schulz und Israel Gottlieb Wernicke kennen. Als Schüler des letzteren wurde er in eine authentische Bachtradition eingeweiht, die auf Johann Philipp Kirnberger zurückging. 1799 war er wieder in Trondheim und nahm die Stelle des Organisten der Frauenkirche an. Diese Stelle behielt er bis zu seinem Tod. Ab demselben Jahr veranstaltete er in Trondheim zahlreiche Konzerte mit Musik von z. B. Wolfgang Amadeus Mozart, Joseph Haydn, Carl Philipp Emanuel Bach und Christoph Willibald von Gluck. Außerdem übersetzte, verfasste und edierte er eine beträchtliche Anzahl von musiktheoretischen Arbeiten, wie z. B. von Kirnberger. Zu seinen Schülern gehörte ein späterer Schüler Chopins, nämlich der Trondheimer Pianist Thomas Dyke Acland Tellefsen. Er wurde Vater von fünf Söhnen, von denen drei in den Fußstapfen ihres Vaters folgen sollten und sich als Organisten betätigen. Der bekannteste von diesen ist Ludvig Mathias Lindeman.
Die Kompositionen Lindemans sind zum größten Teil einfache Tanzsätze, die sein Interesse für die Musik Bachs nicht widerspiegeln. Besondere Bedeutung kommt seinem Orgelbuch von 1838 zu, in welchem die Suche nach authentischeren Tonsätzen erahnt werden kann. Eigentlich wollte er die ursprüngliche rhythmische Form der aus der Reformationszeit stammenden Kirchenlieder wiederherstellen, aber der Widerstand war zu groß und die bestehende Gesangstradition zu stark.